# Bistum Santíssima Conceição do Araguaia
Das Bistum Santíssima Conceição do Araguaia (lateinisch Dioecesis Sanctissimae Conceptionis de Araguaya, portugiesisch Diocese de Santíssima Conceição do Araguaia) ist eine in Brasilien gelegene römisch-katholische Diözese mit Sitz in Conceição do Araguaia im Bundesstaat Pará.

## Geschichte
Das Bistum Santíssima Conceição do Araguaia wurde am 27. März 1976 durch Papst Paul VI. aus Gebietsabtretungen der Territorialprälaturen Cristalândia und Marabá als Territorialprälatur Santíssima Conceição do Araguaia errichtet und dem Erzbistum Belém do Pará als Suffragan unterstellt. Am 16. Oktober 1979 wurde die Territorialprälatur Santíssima Conceição do Araguaia durch Papst Johannes Paul II. mit der Päpstlichen Bulle Cum Praelaturae zum Bistum erhoben. 

## Ordinarien

### Prälaten von Santíssima Conceição do Araguaia
- Estêvão Cardoso de Avellar OP, 1976–1978, dann Bischof von Uberlândia
- Patrício José Hanrahan CSsR, 1979

### Bischöfe von Santíssima Conceição do Araguaia
- Patrício José Hanrahan CSsR, 1979–1993
- Pedro José Conti, 1995–2004, dann Bischof von Macapá
- Dominique You, seit 2006